# 사이 트웜블리
에드윈 파커 트웜블리 주니어(영어: Edwin Parker Twombly Jr., 1928년 4월 25일~2011년 7월 5일)는 미국의 추상표현주의 2세대 화가이다. 사이 트웜블리(영어: Cy Twombly, 영어 발음: /saɪ ˈtwɒmbli/)라는 별칭을 가지고 있으며 미국의 그래피티 아트, 즉 바스키아와 해링 등에 지대한 영향을 준 것으로 유명하다.

## 생애
미국 버지니아 렉싱턴에서 태어난 트웜블리는 1950년대 노스캐롤라이나주 블랙마운틴 대학에서 미국의 전설적인 예술가로 꼽히는 재스퍼 존스, 로버트 라우션버그와 함께 공부했고, 1959년 이탈리아로 이주해 대부분을 그곳에서 보냈다.

## 작품
트웜블리는 그림과 낙서 드로잉, 캘리그래피를 결합한 독창적인 작품으로 잘 알려져 있으며, 1950년대 조르주 브라크 이후 처음으로 파리 루브르 박물관 천장에 그림을 그린 것으로도 유명하다. 그의 이러한 화풍은 미 육군에서 암호 관련 업무를 한 것에서 영향을 받았다고도 알려져 있다.
2002년 소더비 경매에서 사상 최고가인 560만 유로에 팔리고, 작품 〈무제〉는 6960만 달러, 한화 약 753억 원에 팔리는 등, 각종 경매에서 수천만 달러에 거래된 그의 작품은 많은 추종자를 낳았고, 2007년 프랑스에서는 한 여성이 그의 200만 달러 상당의 작품에 키스하다 체포되는 일이 발생하기도 했다.